# Stratonike của Syria
Stratonike của Syria  (Tiếng Hy Lạp: Στρατoνικη) là con gái của vua Demetrios Poliorketes với Phila, con gái của Antipatros. Năm 300 TCN, lúc đó có thể bà chưa đến 17 tuổi, bà đã được hứa hôn với Seleukos, vua của Syria, và bà đã được đưa tới Rhosus bởi Demetrios, trên bờ biển Pierian (tại Macedonia), nơi lễ cưới của bà được tổ chức hết sức tráng lệ. Mặc dù sự chênh lệch về tuổi giữa họ, bà đã sống trong sự hòa hợp hoàn hảo với vị vua già được vài năm, và đã sinh cho ông ấy một người con gái tên là Phila. Khi Seleukos phát hiện ra con trai riêng của mình Antiochos mê say bà hết mức, ông đã bảo vệ con trai của mình khỏi những âm mưu hiểm độc do sự cuồng tín đam mê bằng cách gả Stratonike cho vị hoàng tử trẻ tuổi, người mà ông lúc đồng thời thành lập vua của miền đông năm 294 TCN. Cuộc hôn nhân này dường như rất hạnh phúc nhưng chúng ta có quá ít thông tin về Stratonike thời gian sau. Bà sinh cho Antiochos năm người con: Seleukos, Laodice, Antiochus II Theos, người đã thừa kế Antiochos, (Seleukos bị hành quyết vì tham gia nổi dậy), Apama, kết hôn với Magas, vua Cyrene; và Stratonice của Macedonia. Thành phố Stratonikeia tại Caria được đặt theo tên của bà bởi Antiochos.